# Salad
Salad è un gruppo musicale britannico attivo dal 1992 al 1998 e poi dal 2017..

## Storia
Il gruppo venne formato a Londra nel 1992 formato dalla cantante e tastierista olandese Marijne van der Vlugt, il chitarrista Paul Kennedy, il bassista Pete Brown e il batterista Rob Wakeman. Nel 1996, Charley Stone si unì alla band come chitarrista per le esecuzioni dal vivo. La band si è sciolta nel 1998 e si è riformata nel 2017.

## Discografia

### Album in studio
- 1995 - Drink Me (Island Records)
- 1997 - Ice Cream (Island Records)
- 2018 - Good Love Bad (come "Salad Undressed")
- 2018 - The Lost Album, Vol. 1
- 2019 - The Salad Way

### Raccolte
- 1994 - Singles Bar

### Singoli
- Kent EP 1993
- Diminished Clothes 1993
- On a Leash" 1994
- "Your Ma" 1994
- "Drink The Elixir" 1995
- "Motorbike to Heaven" 1995
- "Granite Statue" 1995
- "I Want You" 1996
- "Cardboy King" 1997
- "Yeah Yeah" 1997
- "Being Human" 2017
- "Evergreen" 2018
- "The Selfishness Of Love" 2018
- "Under The Wrapping Paper" 2019
- "You Got The Job" 2019